# Piaskarka algierska
Piaskarka algierska (Psammodromus algirus) – gatunek gada z rodziny jaszczurkowatych (Lacertidae).

## Wygląd
Smukła jaszczurka o małej głowie. Łuski grzbietowe i boczne silnie kilowate. Grzbiet od jasno- do ciemnobrązowego, względnie oliwkowy. Na bokach wyraźnie zarysowane w białawe lub żółte paski. W okolicy łopatki niebieska plama. Brzuch koloru białawego do zielonkawego. W okresie godowym samce mają pomarańczowo ubarwione boki głowy i podgarle.
Długość całkowita do 31 cm.

## Występowanie
Występuje na Półwyspie Iberyjskim, w południowej Francji, na włoskiej wysepce Isola dei Conigli, w północnej Afryce – Algieria, Maroko, Tunezja.

## Środowisko
Przebywa na terenach z bujną roślinnością zieloną, z obszarami silnie nasłonecznionymi.

## Tryb życia
Jaszczurka aktywna przez cały dzień, głównie jednak w godzinach przed- i popołudniowych. Preferuje tereny z dużą ilością kryjówek. Potrafi się wspinać.
Zjada różne bezkręgowce: pająki, mrówki, szarańczaki, małe chrząszcze, także inne małe jaszczurki.

## Rozród
Samica składa od 8–10 jaj, które zasypuje ziemią.